# Rząd Briana Cowena
Rząd Briana Cowena – rząd Irlandii funkcjonujący od 7 maja 2008 do 9 marca 2011. W dniu powstania w skład gabinetu weszli politycy Fianna Fáil (FF), Partii Zielonych (GP) i Progresywnych Demokratów (PD).
Rząd został powołany w okresie Dáil Éireann 30. kadencji, wybranej w wyniku wyborów w 2007. Zastąpił gabinet Bertiego Aherna, który ustąpił ze stanowiska taoiseacha w trakcie kadencji. Rząd uzyskał wotum zaufania większością 88 głosów w 166-osobowej izbie. W marcu 2010 doszło do znaczącej rekonstrukcji składu gabinetu. Kryzys gospodarczy i kryzysy polityczne doprowadziły do utraty popularności premiera i partii koalicyjnych, a także do rozpisania na luty 2011 przedterminowych wyborów parlamentarnych. Jeszcze przed nimi w styczniu 2011 grupa ministrów podała się do dymisji, a Brian Cowen ustąpił z funkcji partyjnych.

## Skład rządu
- Taoiseach: Brian Cowen (FF)
- Tánaiste: Mary Coughlan (FF)
- Minister przedsiębiorczości, handlu i innowacji: Mary Coughlan (FF, do marca 2010[4]), Batt O’Keeffe (FF, od marca 2010 do stycznia 2011), Mary Hanafin (FF, od stycznia 2011)
- Minister rolnictwa, rybołówstwa i żywności: Brendan Smith (FF)
- Minister turystyki, kultury i sportu: Martin Cullen (FF, do marca 2010[5]), Mary Hanafin (FF, od marca 2010)
- Minister komunikacji, energii i zasobów naturalnych: Eamon Ryan (GP, do stycznia 2011), Pat Carey (FF, od stycznia 2011)
- Minister wspólnot, równouprawnienia i spraw Gaeltachtu: Éamon Ó Cuív (FF, do marca 2010[6]), Pat Carey (FF, od marca 2010)
- Minister obrony: Willie O’Dea (FF, do lutego 2010), Tony Killeen (FF, od marca 2010 do stycznia 2011), Éamon Ó Cuív (FF, od stycznia 2011)
- Minister edukacji: Batt O’Keeffe (FF, do marca 2010[7]), Mary Coughlan (FF, od marca 2010)
- Minister środowiska, dziedzictwa i samorządu lokalnego: John Gormley (GP, do stycznia 2011), Éamon Ó Cuív (FF, od stycznia 2011)
- Minister finansów: Brian Lenihan (FF)
- Minister spraw zagranicznych: Micheál Martin (FF, do stycznia 2011), Brian Cowen (FF, od stycznia 2011)
- Minister zdrowia i dzieci: Mary Harney (PD, do stycznia 2011), Mary Coughlan (FF, od stycznia 2011)
- Minister sprawiedliwości: Dermot Ahern (FF, do stycznia 2011), Brendan Smith (FF, od stycznia 2011)
- Minister ochrony socjalnej: Mary Hanafin (FF, do marca 2010[8]), Éamon Ó Cuív (FF, od marca 2010)
- Minister transportu: Noel Dempsey (FF, do stycznia 2011), Pat Carey (FF, od stycznia 2011)